# Новинка (Фральовське сільське поселення)
Новинка (рос. Новинка) — присілок в Бежецькому районі Тверської області Російської Федерації.
Населення становить 16 осіб. Входить до складу муніципального утворення Фральовське сільське поселення.

## Історія
Від 2005 року входить до складу муніципального утворення Фральовське сільське поселення.

## Населення
| 2008 | 2010 |
| ---- | ---- |
| 16   | →16  |